# Uwe Brückmann
Uwe H. Brückmann (* 23. Februar 1960 in Walburg) ist ein deutscher Politiker (CDU).

## Ausbildung und Beruf
Nach einer kaufmännischen Ausbildung als Industriekaufmann von 1976 bis 1979 erreichte Uwe Brückmann 1980 die Fachhochschulreife Wirtschaft/Verwaltung. Der zweijährigen Verpflichtung bei der Bundeswehr und Ausbildung zum Reserveoffizier (1980–1982) folgte ein Studium der Wirtschafts-, Sozial- und Verwaltungswissenschaften an der Universität Kassel und an der Verwaltungsfachhochschule Wiesbaden in den Jahren von 1982 bis 1986 (Abschluss: Diplomverwaltungswirt (FH)).
Von 1983 bis 1994 und von 1995 bis 1998 war er Mitarbeiter des LWV Hessen, u. a. als persönlicher Referent des Ersten Beigeordneten.
Zwischen 2000 und 2003 studierte er Öffentliches Management an der Universität Kassel mit dem Abschluss als Master of Public Administration (MPA).
Uwe Brückmann ist geschieden.

## Politik
16 Jahre lang (1981–1997 und ab 2016) war Brückmann Mitglied der Stadtverordnetenversammlung der Stadt Hessisch Lichtenau und wirkte dort als Fraktionsvorsitzender. Ab 1985 war er zusätzlich Mitglied im Kreistag des Werra-Meißner-Kreises und ist dort seit 1989 Vorsitzender der CDU-Kreistagsfraktion.
In der CDU hat Brückmann eine Vielzahl von Ämtern bekleidet. Unter anderem war er von 1994 bis 2006 Kreisvorsitzender der CDU des Werra-Meißner-Kreises und ab 1997 stellvertretender Bezirksvorsitzender der CDU Kurhessen-Waldeck.
In der Zeit von 1994 bis 1995 und nochmals von 1998 bis 1999 war Brückmann jeweils als Nachrücker Mitglied im Hessischen Landtag. Die Wiederwahl 1999 in den Hessischen Landtag erfolgte über die Landesliste. Spektaktulär war der Gewinn des Direktmandates im Wahlkreis Eschwege-Witzenhausen bei der Wiederwahl 2003. Der Wahlkreis galt bis zur Wahl Brückmanns als ein sicherer Wahlkreis der SPD. In der Fraktion war er stellvertretender Vorsitzender der CDU-Landtagsfraktion und sozialpolitischer Sprecher. Sein Nachfolger im Parlament war Dirk Landau.
Ab dem Jahr 2001 konnte Brückmann an seine Zeit beim LWV anknüpfen. Von 2001 bis 2003 war er Mitglied der Verbandsversammlung des LWV Hessen und von 2003 bis 2005 Erster Beigeordneter und Kämmerer des LWV Hessen.
Am 6. Juli 2005 wurde er zum Landesdirektor des Landeswohlfahrtsverbandes Hessen gewählt und bekleidete dieses Amt nach seiner Wiederwahl bis April 2018.